# Americus (Georgia)
Americus es una ciudad ubicada en el condado de Sumter en el estado estadounidense de Georgia. En el censo de 2000, su población era de 17.013.

## Demografía
En el 2000 la renta per cápita promedia del hogar era de $30.00, y el ingreso promedio para una familia era de $32,132. El ingreso per cápita para la localidad era de $14,168. Los hombres tenían un ingreso per cápita de $27,055 contra $20,169 para las mujeres.

## Geografía
Americus se encuentra ubicado en las coordenadas 32°4′31″N 84°13′36″O / 32.07528, -84.22667 (32.075221, -84.226602).
Según la Oficina del Censo, la localidad tiene un área total de 27,6 km² (10,7 mi²), de la cual 27,1 km² (10,5 mi²) es tierra y 0,5 km² (0 mi²) (1.8%) es agua.